# Guldenroede
Guldenroede (Solidago) is een geslacht van meer dan honderd soorten uit de composietenfamilie (Asteraceae).
Vrijwel alle soorten hebben gele bloemen. Het geslacht komt van nature voor in Noord-Amerika. Een aantal soorten komt echter ook in Europa en Noord-Afrika voor.
De in België en Nederland voorkomende soorten hebben alle gele bloemhoofdjes die in rijen gerangschikt zijn.
Het geslacht wordt in het Engels Goldenrod genoemd en in het Duits Goldruten. De botanische naam Solidago is afgeleid van solidus = stevig en ago = maken. Deze naam slaat waarschijnlijk terug op het gebruik van de plant als remedie tegen nierproblemen.

## In Europa groeiende soorten
- Echte guldenroede (Solidago virgaurea) varieert in hoogte van 0,1-1 m. Ze groeit in droge bossen en struikgewas in subarctische tot subtropische gebieden van Europa en Azië.
- Late guldenroede (Solidago gigantea) is een neofyt uit Noord-Amerika met een hoogte van 0,5-2,5 m.
- Canadese guldenroede (Solidago canadensis) is een neofyt uit Canada met een hoogte van 0,5-2,5 m.
- Solidago graminifolia is een neofyt met een hoogte van 50-80 cm.

| Plant                | bladen                                                          | omwindselbladen                         | stengel                             | bloeiwijze                 | foto |
| -------------------- | --------------------------------------------------------------- | --------------------------------------- | ----------------------------------- | -------------------------- | ---- |
| Echte guldenroede    | vaak zijdelings bladrozet. Onderste bladen groter dan bovenste. | lintbloemen steken buiten bloemhoofdjes |                                     | korte, rechte zijtakken    |      |
| Late guldenroede     | bladen van onderen blauwgroen                                   | 3-5 mm lang                             | kaal tot bloeiwijze                 | meestal gebogen zijtakken  |      |
| Canadese guldenroede | bladen van onder groen en behaard                               | 2-3 mm lang                             | ten minste vanaf het midden behaard | meestal gebogen zijtakken. |      |

## Tuin
Sommige tuiniers beschouwen de soorten als onkruid, anderen planten ze juist aan vanwege de heldergele bloemen.
Europese tuinliefhebbers adopteerden de plant eerder dan Noord-Amerikanen; in Noord-Amerika werd het geslacht pas rond 1980 populair als tuinplant.
De Canadese guldenroede (Solidago canadensis) werd in Europa geïntroduceerd als tuinplant, en komt nu in heel West-Europa in het wild voor. In Duitsland wordt deze plant als invasieve soort beschouwd die autochtone plantensoorten bedreigt, maar tegelijkertijd is de plant vanwege de nectarrijke bloesems die tot laat in het jaar bloeien in mengculturen populair als waardplant voor insecten die ook plaagdieren bestrijden.
Een hybride met het geslacht Aster, bekend als × Solidaster heeft licht gele bloemen en is geschikt als droogbloem.
Een aantal cultivars zijn:
- Solidago 'Golden Dwarf' is 25-30cm hoog, en bloeit van juli tot september met piramidale bloemtrosjes.
- Solidago 'Golden Gate' is een 100 cm hoge hybride met lichtgele bloemen.
- Solidago 'Goldschleier' is een 100 cm hoge hybride met heldergele bloemen die van augustus tot oktober bloeit.
- Solidago 'Golden Mosa' is pm 70 cm hoog, heeft iets donkerder gele tot licht geelgroene bloemen en bloeit in augustus en september.
- Solidago 'Golden Wings' is met zijn 150-180 cm een wat hogere soort, bloeiperiode augustus tot september.
- Solidago 'Laurin' is een 30-80 cm hoge plant met goudgele bloemen, bloeiperiode augustus tot september.
- Solidago 'Leraft' is 80 cm hoog, bloeiperiode augustus tot september.
- Solidago 'Strahlenkrone' is 60-80 cm hoog, bloeiperiode augustus tot september, met goudgele bloemen.

## Ecologischeaspecten
De bloemen worden gegeten door de larven van een aantal Lepidoptera-soorten zoals de nachtvlinders Eupithecia absinthiata, Eupithecia virgaureata, Chloroclystis v-ata en Eupithecia vulgata (deze voedt zich ook met de bladeren).
De bloemen bevatten veel nectar. De planten worden dan ook door veel soorten insecten bezocht.

## Trivia
In de Verenigde Staten is de guldenroede de staatsplant van Kentucky (geadopteerd 16 maart 1926) en Nebraska (geadopteerd 4 april 1895). 
Het was ook de staatsbloem van Alabama (geadopteerd op 6 september 1927) maar hier werd het later vervangen door Camellia. Guldenroede is recentelijk benoemd tot staatsbloem van South Carolina.

## Gebruik
Guldenroede-soorten kunnen als decoraties gebruikt worden. Ook kan er thee van gezet worden.
De plant bevat saponine, looizuur en etherische oliën. In de natuurgeneeskunde wordt het bloeiende kruid van de echte guldenroede bij nierklachten gebruikt. Ook wordt het gebruikt bij het genezen van wonden, krampen, ontstekingen, reuma en jicht.
Uitvinder Thomas Edison experimenteerde met de guldenroede om te proberen rubber te produceren, iets wat planten in dit geslacht bevatten. Hij kweekte om de rubber per plant te maximaliseren, en bereikte planten die 3-4 m hoog waren en tot 12% rubber bevatten. De rubber uit dit proces was taai en van goede kwaliteit.
Voorbeelden van zijn rubber zijn nog in zijn museum te bewonderen, en nog steeds elastisch en niet verteerd.
Hoewel hij een jaar voor zijn dood zijn uitvinding aan de Amerikaanse regering overdroeg, kwam guldenroede rubber nooit voorbij het experimentele stadium.

## Misverstand
In de Verenigde Staten heerst het misverstand dat de guldenroedes hooikoorts veroorzaken. Het misverstand wordt vermoedelijk veroorzaakt doordat de heldergele bloemen in dezelfde periode gaan bloeien als die van alsemambrosia. Het pollen van guldenroede is echter te zwaar om door de lucht ver te verspreiden.

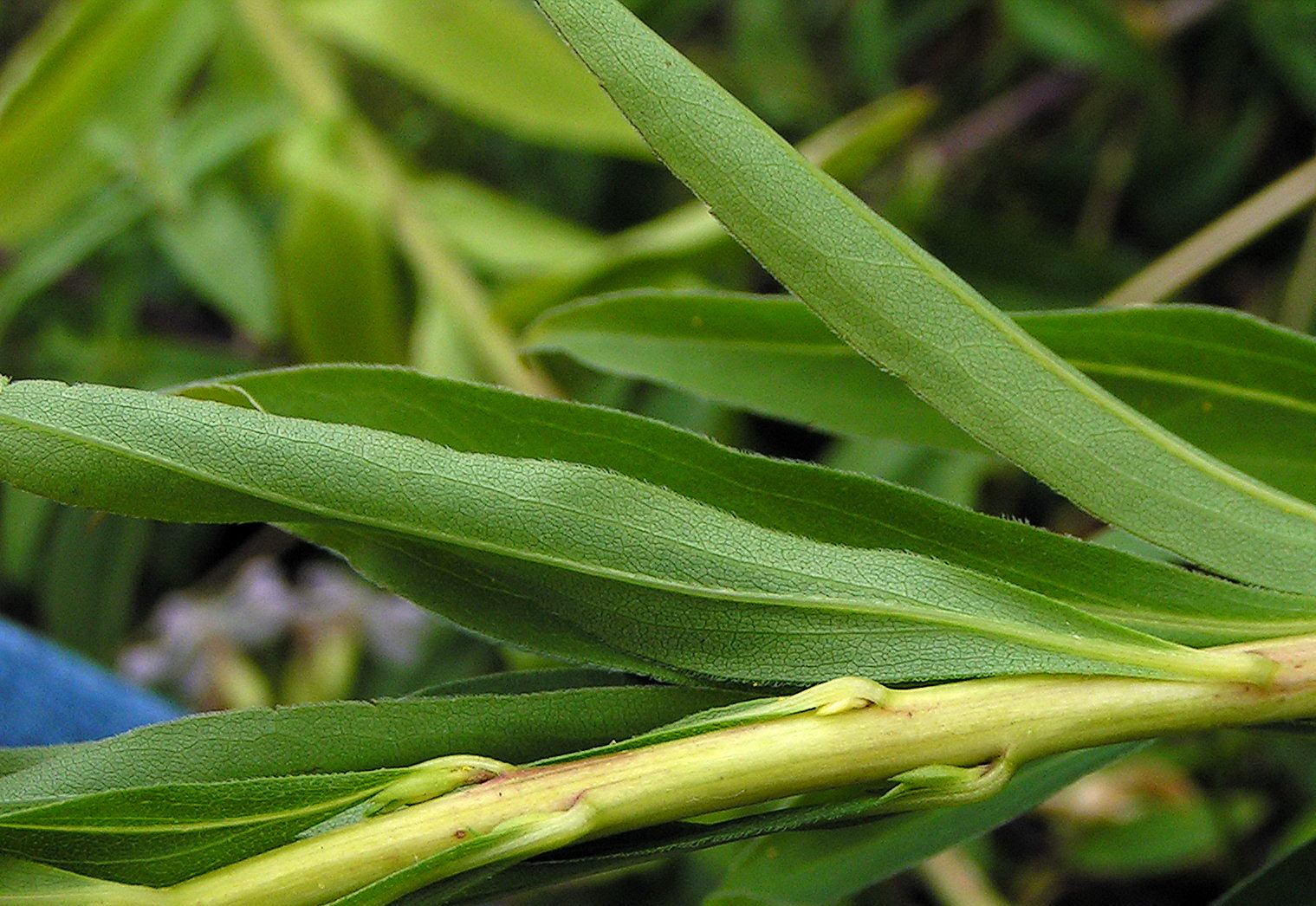
Late guldenroede stengel en onderzijde blad
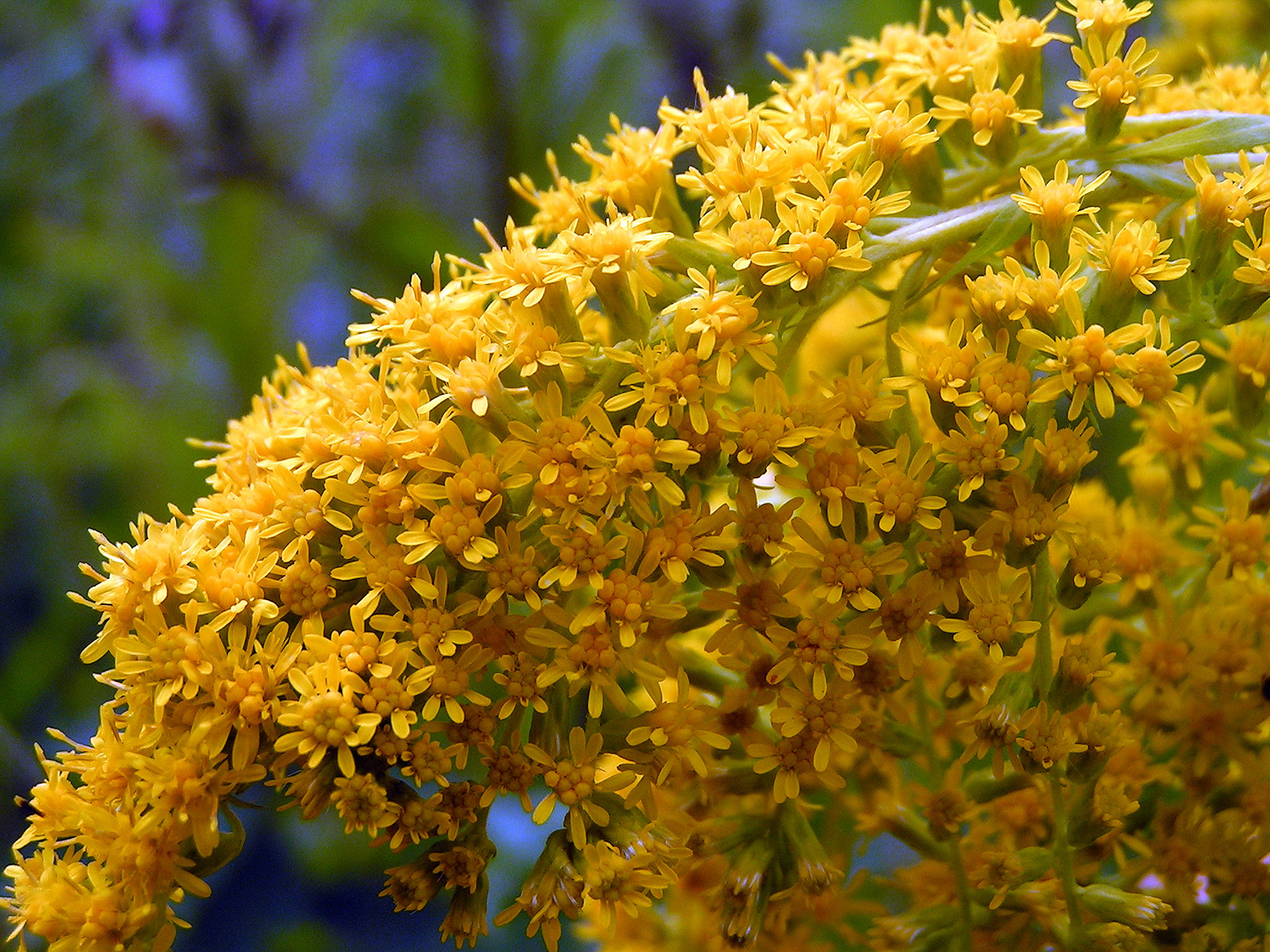
Late guldenroede
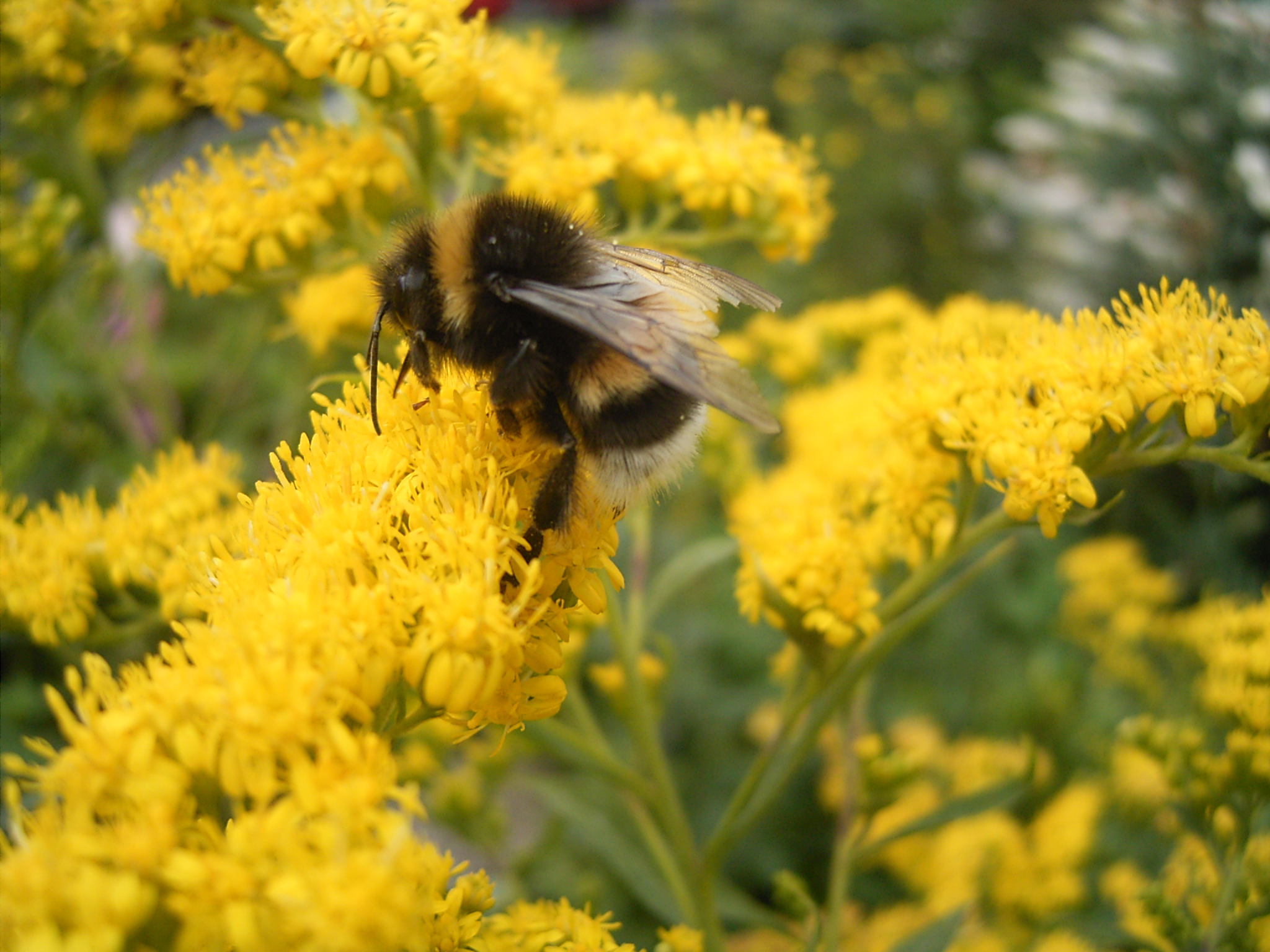
met grote aardhommel
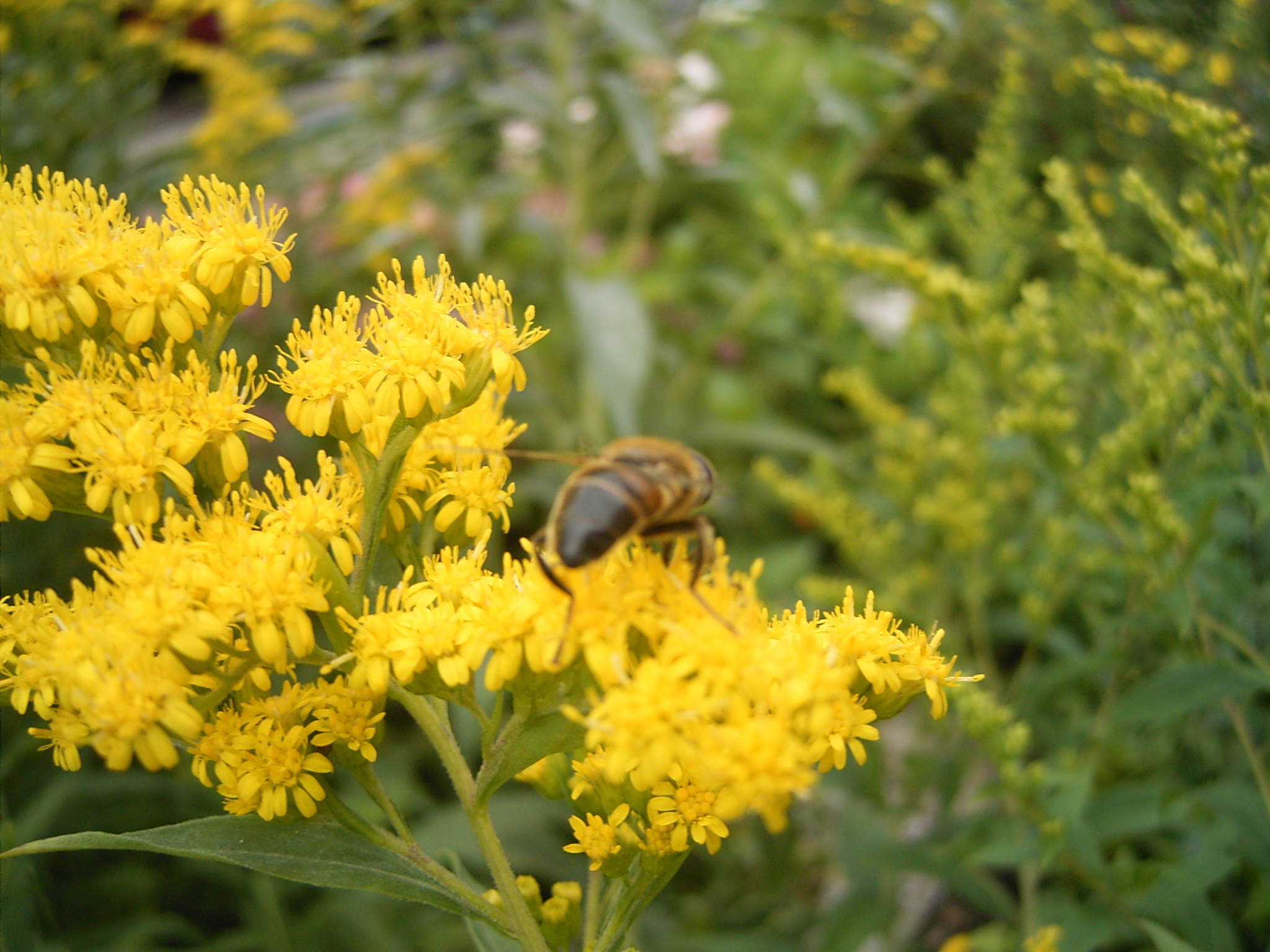
met zweefvlieg
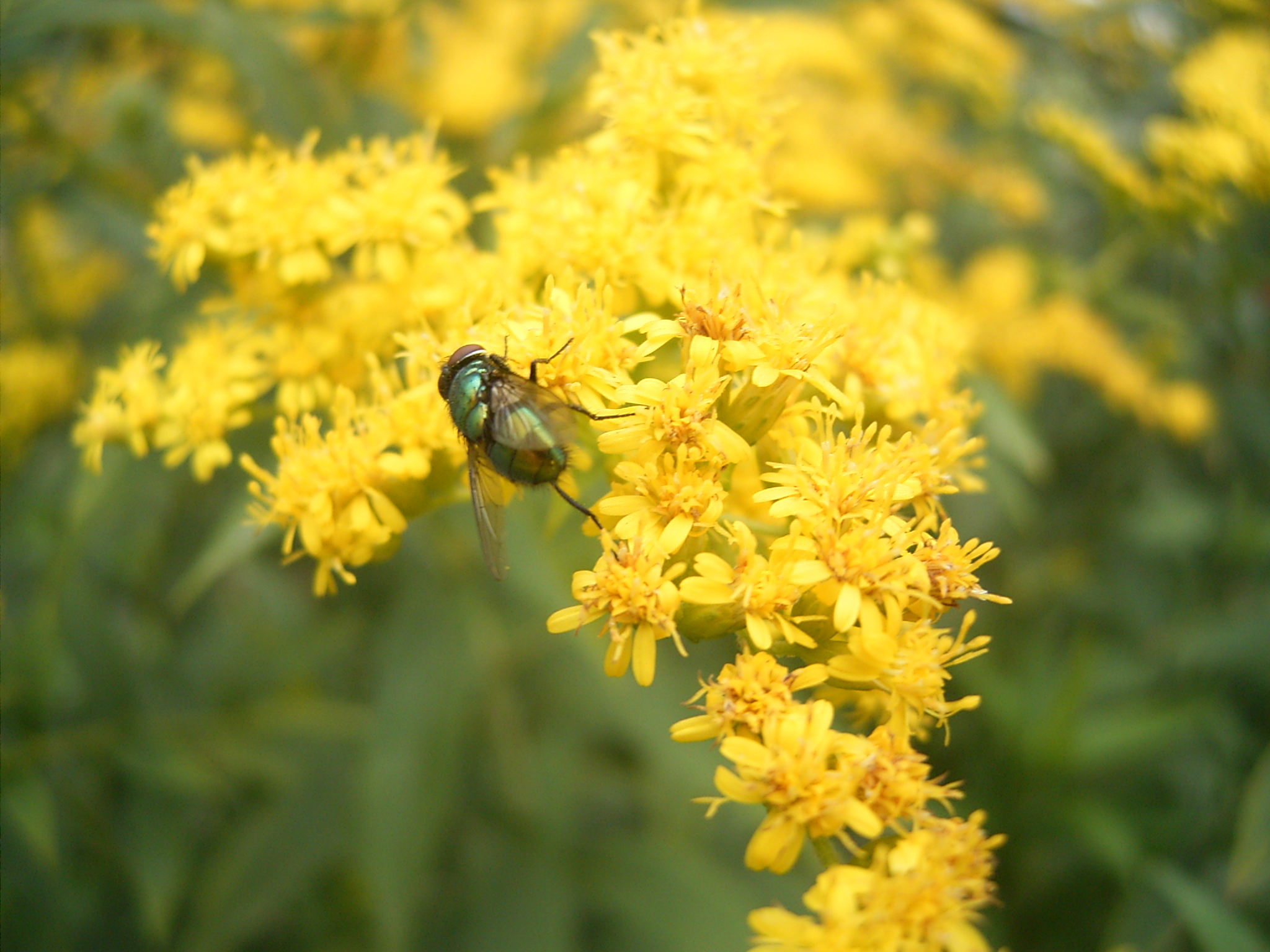
met vlieg
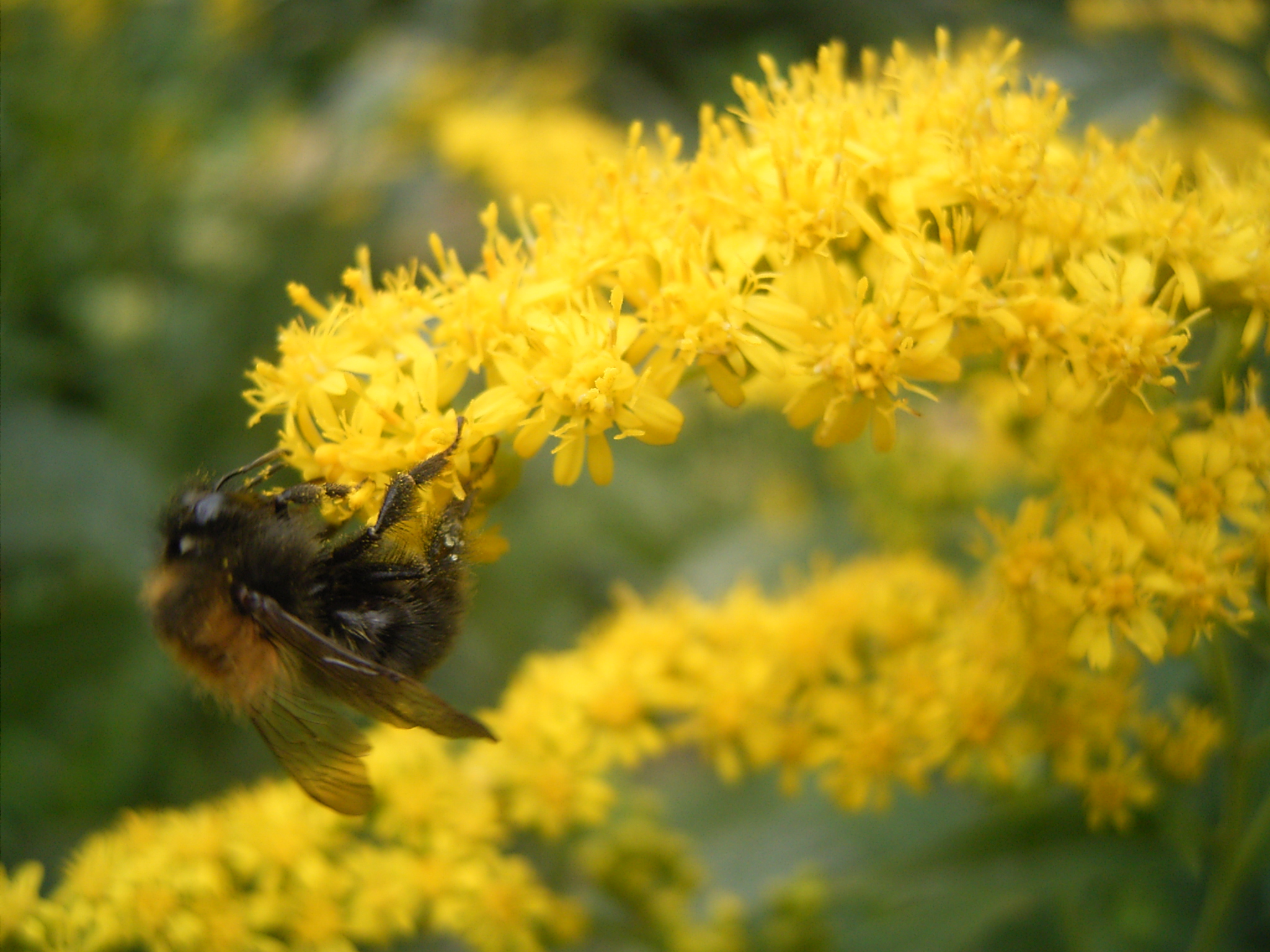
met hommel
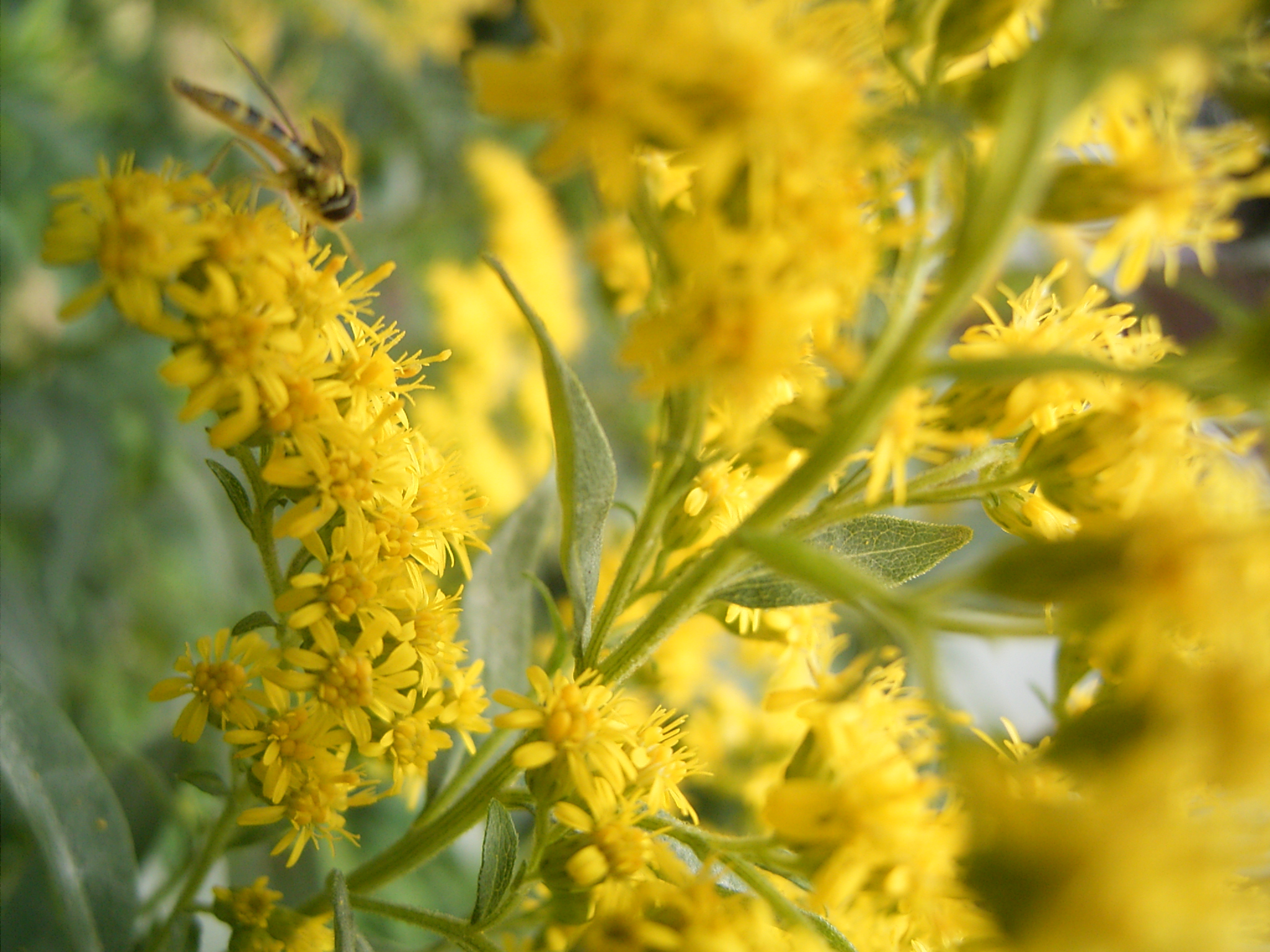
met zweefvlieg